# G.D.F.R.
G.D.F.R. (abbreviazione di Going Down For Real) è il primo singolo estratto dall'EP del rapper statunitense Flo Rida, My House. È stato distribuito negli Stati Uniti il 21 ottobre 2014. Il brano è stato scritto da Flo Rida stesso, con Sage the Gemini e P-Lo ed è stato prodotto da DJ Frank E e Andrew Cedar, con la co-produzione dei produttori americani di musica trap Lookas e Miles Beard. Per il ritornello della canzone è stato utilizzato un sample tratto da un remix di Lookas di Low Rider, un brano dei War. Il remix di Noodles di questo singolo è utilizzato come traccia per la colonna sonora del film Fast & Furious 7.

## Video musicale
Il videoclip, girato a Miami, è stato distribuito il 24 dicembre 2014 e mostra Flo Rida nelle vesti di un allenatore di basket (della squadra Strong Arm), con ballerini professionisti che interpretano dei giocatori di basket, i quali giocano contro la squadra dei Mad Dog. Alla fine il team Strong Arm vince la partita con 3 punti di vantaggio. Udonis Haslem, ala grande dei Miami Heat, fa un'apparizione del video.

## Classifiche
| Italia | 34 | South Korea International Chart (Gaon) | 9 | US (Monitor Latino) | 11 |